# 스테판 말라르메
스테판 말라르메(Stéphane Mallarmé ; 1842년 ~ 1898년)는 프랑스의 시인이다. 폴 베를렌, 아르튀르 랭보와 더불어 19세기 후반 프랑스 시단을 주도했다. 시인의 인상과 시적 언어 고유의 상징에 주목한 상징주의의 창시자로 간주된다. 고등학교 영어 교사 출신으로 에드거 앨런 포의 《갈가마귀》를 불어로 번역하기도 했다. 당대 파리의 문인들을 비롯 인상주의 화가들과 활발히 교류했으며, 폴 발레리, 앙드레 지드, 폴 클로델 등 20세기 전반 프랑스 문학계에 큰 영향을 주었다. 대표 시집으로는 《목신의 오후 (L'après-midi d'un faune)》(1877), 《주사위 던지기 (Un coup de dès)》(1897) 등이 있다.

## 생애
말라르메은 대장성 관리의 아들로 파리에서 출생하였다. 13, 14세부터 시작(詩作)을 시도하여, 생전에 발표되지 않은 소년시절의 시는 50편을 넘으며 1857년에 포와 보들레르의 존재를 안 것이 그의 일생의 진로를 결정하였다. 특히 1861년 ⟪악의 꽃⟫의 탐닉으로 커다란 영향을 받았으며 그것을 극복하여 독자적인 시를 만드는 일이 당면의 목표가 되었다. 1871년 파리에 정주할 때까지 지방의 고등중학교 영어교사를 역임하는 동안에 포의 시관(詩觀)을 도약대로 삼아 보들레르의 영향을 이탈, 더 넘어서서 “세계가 바로 그것을 위해서 존재하는, 쓰여져야 할 유일무이의 순수 저작”이라는 장대한 ‘저작’의 미래상을 수립하게 되었다.
그간 제1차 ⟪현대 고답(高踏)시집⟫(1866)에 투고한 초기의 시로 시단(詩壇)에 첫발을 내디디면서 1864년에 시작한 장시 ⟪에로디아드⟫의 창작을 계기로 시인의 개인적 의도를 초월한 ‘시’ 바로 그것의 본연의 자세에 관한 전대미답(前代未踏)의 탐구를 수행하였다. 1871년 이후 말라르메 전기 시집의 정점을 이루는 ⟪에로디아드(舞臺)⟫(1871), ⟪반수신(半獸神)의 오후⟫를 발표하였다. ⟪큰 까마귀⟫를 비롯하여 포의 시를 계속 번역해내는 한편 ‘저작’의 구현이고 동시에 ‘시도’인 후기 소네트의 창작과 퇴고를 아울러 병행하여 이들을 1884년 이후 이어서 발표하여 작자가 평생에 두 번인 자작시편을 엄선하여 간행한 ⟪말라르메의 시⟫(릐뷔 안데팡당트 판 1887. 데망 판 1899)의 핵심이 되었다.
이보다 앞서 1877년경부터 많은 친구가 그의 저택을 방문하면서 ‘화요회(火曜會)’가 서서히 형성되었는데 1890년대에 들면서 발레리, 지드를 비롯하여 다음에 문학을 담당할 준재(俊才) 거의 모두가 말라르메에게 집결하였다고 해도 과언이 아니다. 1885년 이후에는 다년간의 사색을 결정(結晶)한 문학론이 여러 잡지에 발표되어 이들 산문시와 함께 ⟪소요유(逍遙遊)⟫(1897)에 집대성되었다. 문예의 근본적 존재방식을 깊이 통찰한 이들 산문작품은 특히 현대 프랑스 문학의 선구자로서, 그것이 제기한 문제는 직접적으로 현대에 계승되고 있다. 또 만년의 산문시 ⟪주사위의 일척(一擲)⟫(잡지 발표, 1897)은 특수한 조판과 7종류의 활자를 사용하여 시화(詩化)된 내면의 파동을 그냥 그대로 시각적인 효과로서 지면에 정치(定置)시킨 공전의 시도였다. 그러나 이 산문시를 더욱 퇴고하여 정진할 무렵인 1898년 가을, 바르방의 별장에서 급서하였다.